# Kang Ji-young
Kang Ji-young (hangul: 강지영; hanja: 姜知英; rr: Gang Ji-yeong; MR: Kang Chi-yŏng; Paju; 18 de janeiro de 1994), mais frequentemente creditada apenas como Jiyoung (hangul: 지영), ou pelo seu nome artístico JY (hangul: 제이와이), é uma cantora e atriz sul-coreana. É popularmente conhecida por ter sido integrante do grupo feminino Kara. Jiyoung atualmente segue uma carreira musical no Japão.

## Biografia
Jiyoung nasceu no dia 18 de janeiro de 1994 em Paju, Coreia do Sul. Ela é prima da cantora NS Yoon-G. Jiyoung frequentou a Bongilcheon Middle School e Muhak Women's High School, se graduando em fevereiro de 2012.
Atualmente frequenta a Universidade Sunkyunkwan no departamento de artes cênicas.

## Carreira

### 2008–2014: Estreia com Kara
Jiyoung entrou para o Kara em 2008, juntamente com a integrante Hara após a saída da integrante Sunghee. Ela tinha apenas 14 anos na época, se tornando a integrante mais nova do grupo. Jiyoung foi a única artista coreana a estar na lista Favorite Female Artist Ranking do Japão em 2011, onde ficou na colocação 21. Em 15 de janeiro de 2014, foi revelado que o contrato de Jiyoung com a DSP Media iria expirar em abril do mesmo ano, e que ela decidiu não renovar para focar-se nos estudos com atuações e habilidades linguísticas em Londres.

### 2014–presente: Carreira solo
Pouco depois de sua saída do Kara, Jiyoung ingressou ao Japão após assinar um contrato com a agência de atuação Sweet Power para seguir sua carreira de atriz, usando seu nome em kanji, 知英. Sua primeira aparição no Japão ocorreu no evento 19th Tokyo Girls Collection no Saitama Super Arena em 6 de setembro. A primeira atividade de Jiyoung no Japão ocorreu no filme japonês Hell Teacher Nube onde ela interpretou a protagonista Yukine.
No final de 2015, Jiyoung anunciou que iria realizar sua estreia como cantora solo e usaria seu novo nome artístico JY. Seu primeiro single The Last Farewell (最後 の サ ヨ ナ ラ, saigo no sayonara), incluída como trilha sonora para o drama japonês da NTV Higanbana.
Em 18 de março de 2016, Jiyoung realizou o lançamento de seu primeiro extended play Radio, composta por três faixas, incluindo a principal de mesmo nome. O lançamento do videoclipe das faixas Radio e Just Not Into You ocorreu dias depois. As letras de todas as faixas do EP foram escritas pelo compositor londrino MNEK, enquanto os videoclipes foram dirigidos pelo produtor Darren Craig. O single Radio desempenhou a segunda posição do iTunes Pop Top Song Chart. Foi comercializado nos Estados Unidos e outros países da Ásia, além da Coreia do Sul e Japão.

## Discografia

### Álbuns de estúdio
| Many Faces                                                                             | - Lançamento: 10 de maio de 2017 (JPN) - Língua: japonês - Gravadora: Sony Music - Formatos: CD, DVD, download digital | 12 | - JPN: 13,421 |
| "—" denota lançamentos que não apresentam gráficos ou não foram lançados nessa região. | |    |               |

### Singles
| "Merry Love" (com Kim Sung-je)                                                         | 2010 | —   | 16 | —  |                                           | Lançamento sem álbum |
| "My Love" (com Park Gyu-ri)                                                            | 2010 | —   | —  | —  |                                           | Daemul               |
| "Rainbow Rose                                                                          | 2012 | —   | —  | —  |                                           | Rainbow Rose         |
| "Wanna Do"                                                                             | 2012 | 100 | —  | —  | - KOR: 32,128+                            | Kara Solo Collection |
| "Radio"                                                                                | 2016 | —   | 69 | —  | - JPN: 8,850+ (digital)                   | Many Faces           |
| "Saigono Sayonara"                                                                     | 2016 | —   | 10 | 7  | - JPN: 17,104+                            | Many Faces           |
| "Sukina Hitoga Irukoto"                                                                | 2016 | —   | 3  | 6  | - JPN: 31,099+ - RIAJ: Platinum (digital) | Many Faces           |
| "Fake"                                                                                 | 2016 | —   | —  | 25 | - JPN: 5,378+                             | Many Faces           |
| "Koiwo Shiteitakoto"                                                                   | 2016 | —   | —  | 24 | - JPN: 5,547+                             | Many Faces           |
| "Joshi Modoki"                                                                         | 2017 | —   | 28 | —  |                                           | Many Faces           |
| "Goldmine"                                                                             | 2017 | —   | —  | —  |                                           | Lançamento sem álbum |
| "Secret Crush - Koi Yamerarenai / My ID"                                               | 2017 | —   | —  | 29 | - JPN: 2,913                              | Lançamento sem álbum |
| Como artista destaque                                                                  |      |     |    |    |                                           |                      |
| "Nun Ibusyeozul" (눈이부셔 (Jumper feat. Ji-young)                                     | 2009 | —   | —  | —  |                                           | Lançamento sem álbum |
| "Ineo Gongju" (인어공주) (com Bora, Lizzy, Sunhwa, Gayoon)                             | 2012 | 10  | 12 | —  | - KOR: 257,342                            | Lançamento sem álbum |
| "—" denota lançamentos que não apresentam gráficos ou não foram lançados nessa região. |      |     |    |    |                                           |                      |

### Aparições em trilhas sonoras
| Canção                                | Ano  | Outros artistas   | Álbum                              |
| ------------------------------------- | ---- | ----------------- | ---------------------------------- |
| "Hayangyeoul" (하얀겨울) (Mr.2 cover) | 2011 | Nicole, Seungyeon | Immortal Song 2: Christmas Special |

## Filmografia

### Filmes
| Ano  | Título                                 | Estúdio              | Papel                                                                   |
| ---- | -------------------------------------- | -------------------- | ----------------------------------------------------------------------- |
| 2015 | Assassination Classroom                | Robot Communications | Irina Jelavić, uma assassina profissional conhecida como "Bitch-sensei" |
| 2015 | Detective Conan: Sunflowers of Inferno | TMS Entertainment    | Museum Guide (dublagem)                                                 |
| 2016 | Assassination Classroom: Graduation    | Robot Communications | Irina Jelavić                                                           |
| 2016 | Kataomoi Spiral                        | TOEI COMPANY, LTD.   | Soyeon                                                                  |
| 2017 | DC Super Heroes vs. Eagle Talon        | DLE                  | Harley Quinn (dublagem)                                                 |
| 2018 | Reon                                   | Phantom Film         | Reon Takanashi                                                          |
| 2018 | Watashino Jinsei Nanoni                | —                    | Mizuho Kaneshiro                                                        |
| 2018 | Yaru Onna -She's a Killer-             | —                    | Aiko                                                                    |

### Séries de televisão
| Ano  | Titulo                              | Emissora              | Papel                                                       |
| ---- | ----------------------------------- | --------------------- | ----------------------------------------------------------- |
| 2008 | The Person Is Coming                | MBC                   | Membro da gangue de garotas da escola: Gyuri, Nicole e Hara |
| 2011 | URAKARA                             | TV Tokyo              | Jiyoung (ela mesma)                                         |
| 2012 | Koisuru maison ~Rainbow Rose~       | Tooniverse e TV Tokyo | Yuri Han                                                    |
| 2013 | KARA The Animation                  | SBS                   | Jiyoung (ela mesma) / dublagem                              |
| 2014 | Secret Love                         | DRAMAcube             | Soyeol                                                      |
| 2014 | Jigoku Sensei Nube                  | NTV                   | Yukime                                                      |
| 2014 | Higanbana: Onnatachi no Hanzai File | NTV                   | Kaoruko Nagami                                              |
| 2015 | Tamiou                              | NTV                   | Erika Murano                                                |
| 2016 | Tamiou ~ Aratanaru Inbou            | NTV                   | Erika Murano                                                |
| 2016 | Higanbana: Keishichou Sousa Nanaka  | NTV                   | Kaoruko Nagami                                              |
| 2016 | A Girl & Three Sweethearts          | Fuji TV               | Jun Yoshioka                                                |
| 2016 | Doctor X 4                          | TV Asahi              | Yuka                                                        |
| 2016 | Mission Commander Gouma Ayaka       | Fuji TV               | Sonia                                                       |
| 2017 | Osaka Kanjousen Part 2              | KTV                   | Jihyun                                                      |
| 2017 | Orphan Black – 7 Genes              | Fuji TV               | Sara Aoyama                                                 |

### Webséries
| Ano  | Título                     | Estúdio      | Papel |
| ---- | -------------------------- | ------------ | ----- |
| 2015 | How is the sky over there? | Nestlé Japan | Ena   |
| 2016 | Life is...                 | Nestlé Japan | Yuna  |

### Programas de rádio
| Data                                         | Título                                           | Notas                |
| -------------------------------------------- | ------------------------------------------------ | -------------------- |
| 23 de setembro de 2009 – 14 de abril de 2010 | Super Junior's Kiss the Radio (Sukira)           | DJ fixa com Gyuri    |
| 5 de maio de 2010 - 3 de outubro de 2011     | MBC "Stop the Boring Time" (ShimShimTaPa (SSTP)) | com Gyuri e Shindong |

### Teatro musical
| Ano  | Título        | Papel                  | Notas           |
| ---- | ------------- | ---------------------- | --------------- |
| 2016 | Sweet Charity | Charity Hope Valentine | Papel principal |

## Endossos
| Ano  | Produto         | Notas                                 |
| ---- | --------------- | ------------------------------------- |
| 2010 | Karaya          | com Hara e Gyuri                      |
| 2011 | Nature Republic | com Hara e Gyuri                      |
| 2011 | Union Bay       | Desde 2013 com Seungyeon e Lee Min-ki |

## Prêmios e indicações
| Ano  | Prêmio                                    | Categoria               | Trabalho indicado                  | Resultado |
| ---- | ----------------------------------------- | ----------------------- | ---------------------------------- | --------- |
| 2012 | Mnet 20's Choice Awards                   | Upcoming 20's           | —                                  | Indicado  |
| 2015 | 87th Drama Academy Award                  | Best Supporting Actress | Tamiou                             | Indicado  |
| 2016 | 88th Drama Academy Award                  | Best OST                | Radio & Saigo No Sayonara          | Indicado  |
| 2016 | 88th Drama Academy Award                  | Supporting Actress      | Higanbana: Keishichou Sousa Nanaka | Indicado  |
| 2018 | 10th Okinawa International Movie Festival | Okina Audience Award    | Reon                               | Venceu    |